# Hemming Olsson

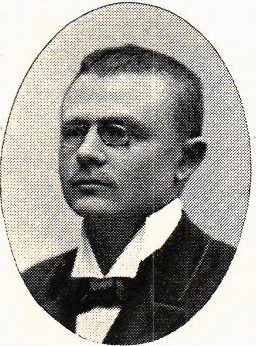
Hemming Olsson

Hemming Olsson, född 3 oktober 1867 i Rödöns församling, Jämtlands län, död 30 juni 1936, var en svensk väg- och vattenbyggnadsingenjör.
Olsson avlade studentexamen i Gävle 1887, utexaminerades från Kungliga Tekniska högskolan 1891, var anställd vid statens järnvägsbyggnader 1890–96, blev sistnämnda år ingenjör vid Statens Järnvägar, ordinarie baningenjör 1899, bandirektör 1908 och distriktschef i Luleå 1918. I Väg- och vattenbyggnadskåren blev han löjtnant 1895, major 1917 och var överstelöjtnant 1925–32.
Olsson var ledamot av bland annat följande kommittéer: angående elektrisk tågdrift 1907, granskning av förslag till nya ingångslinjer i Stockholm 1907, bangårdsförslag vid Värtans station samma år, extrapersonalens löner 1907–08, allmänna föreskrifter vid Statens Järnvägar 1908, omorganisation av nybyggnadsledningen där 1914, förslag till lag angående hindrande av skogseld 1915–16 och sammanställning av Svensk författningssamling 1917. Han var ledamot av åtskilliga järnvägars expropriationsnämnder, ledamot av Luleå industrikommitté 1919, Luleå triangelmätnings- och stadsplanekommittéer 1920–25 och ordförande i styrelsen för Luleå lärlings- och yrkesskolor 1920–25.
Olsson redigerade Kungliga järnvägsstyrelsens "Banlära" (två band, 1911–16) och skrev tekniska uppsatser bland annat i Nordisk familjebok.